# Alan Mowbray
Alan Mowbray, rojstno ime Alfred Ernest Allen, MM, angleško-ameriški filmski, gledališki in televizijski igralec, * 18. avgust 1896, London, Anglija, † 25. marec 1969, Hollywood, Kalifornija, ZDA.
Mowbray se je rodil v Londonu pod imenom Alfred Ernest Allen. Kot pripadnik oboroženih sil Združenega kraljestva se je udeležil prve svetovne vojne. Za hrabrost v boju so mu podelili vojaško medaljo. Svojo igralsko kariero je začel v gledališču. Postopoma se je prebil onstran luže, v ZDA, kjer se je pojavljal na broadwayskem odru. Prav tako je kot član gledališke skupine potoval po državi ter nastopal na turnejah.
Leta 1931 je pod imenom Alan Mowbray otvoril svojo filmsko kariero. Odtlej se je ukvarjal več ali manj le še s filmom. Vsega skupaj je nastopil v več kot 140 filmih. Med njegove najvidnejše vloge sodita vloga butlerja v komediji Merrily We Live in naslovna vloga polkovnika Flacka v televizijski seriji The Adventures of Colonel Flack. V času druge svetovne vojne je kot Hudič sodeloval pri projektu Hala Roacha, propagandni komediji The Devil with Hitler. Gostoval je še v okoli 25 različnih televizijskih serijah.
Mowbray je bil ustanovni član Screen Actors Guilda. Zanimal se je tudi za dogajanje na otoku in bil včlanjen v britansko Kraljevo geografsko družbo.
Leta 1969 je v Hollywoodu umrl za srčnim napadom. Pokopali so ga na pokopališču Holy Cross Cemetery v Culver Cityju, Kalifornija.

## Izbrana filmografija
| - God's Gift to Women (1931) - Alexander Hamilton (1931) - Honor of the Family (1931) - The Man from Yesterday (1932) - Winner Take All (1932) - Our Betters (1933) - Študija v škrlatnem (1933) - Peg o' My Heart (1933) - The Midnight Club (1933) - Voltaire (1933) - Berkeley Square (1933) - Roman Scandals (1933) - The House of Rothschild (1934) - The Girl from Missouri (1934) - Charlie Chan in London (1934) - Becky Sharp (1935) - The Gay Deception (1935) - She Couldn't Take It (1935) - Rose-Marie (1936) - Desire (1936) - Mary of Scotland (1936) - My Man Godfrey (1936) - Ladies in Love (1936) - On the Avenue (1937) - Topper (1937) - Stand-In (1937) | - Merrily We Live (1938) - Topper Takes a Trip (1939) - Music in My Heart (1940) - The Boys from Syracuse (1940) - That Hamilton Woman (1941) - That Uncertain Feeling (1941) - I Wake Up Screaming (1941) - The Devil with Hitler (1942) - Slightly Dangerous (1943) - Holy Matrimony (1943) - Terror by Night (1946) - My Darling Clementine (1946) - Lured (1947) - Captain from Castile (1947) - Every Girl Should Be Married (1948) - Abbott and Costello Meet the Killer, Boris Karloff (1949) - Wagon Master (1950) - The Jackpot (1950) - Blackbeard the Pirate (1952) - Androcles and the Lion (1952) - Ma and Pa Kettle at Home (1954) - Once Upon a Honeymoon (1956) - The Man Who Knew Too Much (1956) - The King and I (1956) - V osemdesetih dneh okoli sveta (1956) - A Majority of One (1962) |

## Televizijsko delo
- The Patty Duke Show, kot režiser srednješolske igre, v kateri se pojavita tako Patty kot Cathy.
- Maverick, v epizodi The Misfortune Teller v vlogi Luka Abigorja.